# Sant Pau de la Fatarella
Sant Pau de la Fatarella és una ermita de la Fatarella (Terra Alta) inclosa a l'Inventari del Patrimoni Arquitectònic de Catalunya.

## Descripció
Ermita molt senzilla, de mides reduïdes i forma rectangular, amb coberta de teula (l'original era de lloses de pedra) a dos aiguavessos. Feta de maçoneria poc treballada, no té finestres. Presenta la porta d'arc de mig punt dovellada amb brancals lleugerament motllurats. A la dovella clau hi ha el relleu d'una palmera i la data de 1782. Per sobre es troba un òcul, fet de dos peces de pedra.
L'interior té el sostre pla, hi ha un petit altar i està tot emblanquinat.

## Història
Lloc d'aturada pels pelegrins a la tornada del romiatge de Sant Francesc, els quals pelegrins hi entren a resar i esperen que es faci de nit per entrar al poble.